# Olga Savojsko-Aostská

Erb princezny Olgy, vévodkyně z Aosty

Princezna Olga Isabelle Řecká, vévodkyně z Aosty (řecky: Πριγκίπισσα Όλγα της Ελλάδας; * 17. listopadu 1971 Athény, Řecké království), je mladší dcera prince Michaela Řeckého a Dánského a Mariny Karellaové, umělkyně a dcery řeckého obchodního magnáta Theodora Karelly. Princezna Olga je manželkou prince Aimona, vévody z Aosty.

## Mládí
Princezna Olga se narodila 11. listopadu 1971 v Athénách v Řecku. Je mladší sestrou princezny Alexandry a vyrůstala v Paříži a New Yorku, přičemž léta trávila v rodinném letním sídle na ostrově Patmos v Řecku. Rozhodla se navštěvovat internátní školu v Anglii, studovala historii v Římě a je absolventkou Princetonské univerzity. Má také titul z Graduate School of Architecture, Planning and Preservation na Kolumbijské univerzitě.
Ačkoli se Olga nějakou dobu věnovala interiérovému designu, odjela do Panamy, kde fotografovala a studovala můry. Později, jako lepidopteroložka, pomáhala založit a poté pracovala v Liquid Jungle Lab v Panamě ve spolupráci se Smithsonian Tropical Research Institute a Woods Hole Oceanographic Institution. Působí také jako novinářka a filmařka.
Protože manželství rodičů princezny Olgy bylo morganatické a tedy nedynastické, je sice řeckou princeznou z titulu svého narození, ale není dánskou princeznou. Před svatbou používala oslovení Její Výsost místo Její královská Výsost a je vyloučena z nástupnictví na zaniklý řecký trůn.

## Zasnoubení, manželství a děti
Zasnoubení Olgy s princem Aimonem Savojským, synem Amedea, 5. vévody z Aosty, bylo oznámeno v květnu 2005. Aimone a Olga jsou bratrancem a sestřenicí z druhého kolene, protože oba jsou pravnoučaty francouzského pretendenta Jeana d'Orléans, vévody z Guise. Aimonův otec je také bratrancem z druhého kolene Olgy, protože Jiří I. Řecký je prapradědečkem Aimona a pradědečkem Olgy. Otec Olgy, princ Michael Řecký a Dánský, Aimoneho babička z otcovy strany, princezna Irena, vévodkyně z Aosty (rozená princezna Irena Řecká a Dánská), a princ Philip, vévoda z Edinburghu (rozený jako princ Filip Řecký a Dánský), byli všichni bratranci a sestřenicí.
Po tříletém zasnoubení se pár vzal 16. září 2008 na italském velvyslanectví v Moskvě, kde Aimone pracoval. Jejich církevní svatba se konala 27. září na ostrově Patmos, kde se očekávalo, že obřad v kostele Evangelismos Panny Marie v Pano Kambos povede patriarchální exarcha Patmosu, archimandrita Andipas Nikitaras, následovaný recepcí na místě bývalé školy. Od Druhého vatikánského koncilu mohou být manželství uzavřená podle ritu Ekumenického patriarchátu Konstantinopole, k němuž exarchát patří, považována za kanonicky platná. Kanonický dispens byl udělen katolickým arcibiskupem moskevským, monsignorem Paolem Pezzim, který byl místním ordinářem prince Aimona.
Dne 7. března 2009 porodila princezna Olga v Paříži syna jménem Umberto. Dne 24. května 2011 v Paříži porodila Olga dalšího syna jménem Amedeo Michele. Den po jeho narození mu byl jeho dědečkem z otcovy strany udělen titul vévody z Abruzzi. Dne 14. prosince 2012 se v Paříži narodila jejich dcera Isabella Vita Marina.

## Vývod z předků
|                                |                               |  |  |                                |  |  |  |  |  |  |  | Kristián IX. Dánský |
|                                |                               |  |  |                                |  |  |  |  |  |  |  |                     |
|                                | Jiří I. Řecký                 |  |  |                                |  |  |  |  |  |  |  |                     |
|                                |                               |  |  |                                |  |  |  |  |  |  |  |                     |
|                                |                               |  |  | Luisa Hesensko-Kasselská       |  |  |  |  |  |  |  |                     |
|                                |                               |  |  |                                |  |  |  |  |  |  |  |                     |
|                                | Kryštof Řecký a Dánský        |  |  |                                |  |  |  |  |  |  |  |                     |
|                                |                               |  |  |                                |  |  |  |  |  |  |  |                     |
|                                |                               |  |  | Konstantin Nikolajevič Romanov |  |  |  |  |  |  |  |                     |
|                                |                               |  |  |                                |  |  |  |  |  |  |  |                     |
|                                | Olga Konstantinovna Ruská     |  |  |                                |  |  |  |  |  |  |  |                     |
|                                |                               |  |  |                                |  |  |  |  |  |  |  |                     |
|                                |                               |  |  | Alexandra Sasko-Altenburská    |  |  |  |  |  |  |  |                     |
|                                |                               |  |  |                                |  |  |  |  |  |  |  |                     |
|                                | Michael Řecký a Dánský        |  |  |                                |  |  |  |  |  |  |  |                     |
|                                |                               |  |  |                                |  |  |  |  |  |  |  |                     |
|                                |                               |  |  | Robert Bourbonsko-Orleánský    |  |  |  |  |  |  |  |                     |
|                                |                               |  |  |                                |  |  |  |  |  |  |  |                     |
|                                | Jan Orleánský, vévoda z Guise |  |  |                                |  |  |  |  |  |  |  |                     |
|                                |                               |  |  |                                |  |  |  |  |  |  |  |                     |
|                                |                               |  |  | Františka Orleánská            |  |  |  |  |  |  |  |                     |
|                                |                               |  |  |                                |  |  |  |  |  |  |  |                     |
|                                | Františka Orleánská           |  |  |                                |  |  |  |  |  |  |  |                     |
|                                |                               |  |  |                                |  |  |  |  |  |  |  |                     |
|                                |                               |  |  | Filip Pařížský                 |  |  |  |  |  |  |  |                     |
|                                |                               |  |  |                                |  |  |  |  |  |  |  |                     |
|                                | Isabela Orleánská             |  |  |                                |  |  |  |  |  |  |  |                     |
|                                |                               |  |  |                                |  |  |  |  |  |  |  |                     |
|                                |                               |  |  | Marie Isabela Orleánská        |  |  |  |  |  |  |  |                     |
|                                |                               |  |  |                                |  |  |  |  |  |  |  |                     |
| Olga Řecká, vévodkyně z Apulie |                               |  |  |                                |  |  |  |  |  |  |  |                     |
|                                |                               |  |  |                                |  |  |  |  |  |  |  |                     |
|                                |                               |  |  |                                |  |  |  |  |  |  |  |                     |
|                                |                               |  |  |                                |  |  |  |  |  |  |  |                     |
|                                |                               |  |  |                                |  |  |  |  |  |  |  |                     |
|                                |                               |  |  |                                |  |  |  |  |  |  |  |                     |
|                                |                               |  |  |                                |  |  |  |  |  |  |  |                     |
|                                |                               |  |  |                                |  |  |  |  |  |  |  |                     |
|                                | Theodore Karella              |  |  |                                |  |  |  |  |  |  |  |                     |
|                                |                               |  |  |                                |  |  |  |  |  |  |  |                     |
|                                |                               |  |  |                                |  |  |  |  |  |  |  |                     |
|                                |                               |  |  |                                |  |  |  |  |  |  |  |                     |
|                                |                               |  |  |                                |  |  |  |  |  |  |  |                     |
|                                |                               |  |  |                                |  |  |  |  |  |  |  |                     |
|                                |                               |  |  |                                |  |  |  |  |  |  |  |                     |
|                                |                               |  |  |                                |  |  |  |  |  |  |  |                     |
|                                | Marina Karellaová             |  |  |                                |  |  |  |  |  |  |  |                     |
|                                |                               |  |  |                                |  |  |  |  |  |  |  |                     |
|                                |                               |  |  |                                |  |  |  |  |  |  |  |                     |
|                                |                               |  |  |                                |  |  |  |  |  |  |  |                     |
|                                |                               |  |  |                                |  |  |  |  |  |  |  |                     |
|                                |                               |  |  |                                |  |  |  |  |  |  |  |                     |
|                                |                               |  |  |                                |  |  |  |  |  |  |  |                     |
|                                |                               |  |  |                                |  |  |  |  |  |  |  |                     |
|                                | Elly Chalikiopoulos           |  |  |                                |  |  |  |  |  |  |  |                     |
|                                |                               |  |  |                                |  |  |  |  |  |  |  |                     |
|                                |                               |  |  |                                |  |  |  |  |  |  |  |                     |
|                                |                               |  |  |                                |  |  |  |  |  |  |  |                     |
|                                |                               |  |  |                                |  |  |  |  |  |  |  |                     |
|                                |                               |  |  |                                |  |  |  |  |  |  |  |                     |
|                                |                               |  |  |                                |  |  |  |  |  |  |  |                     |
|                                |                               |  |  |                                |  |  |  |  |  |  |  |                     |